# Timotes
Timotes ist eine Provinzstadt in Venezuela im Bundesstaat Mérida. 
Sie befindet sich auf ca. 2700 m Höhe in den Anden und ist Hauptstadt des Bezirks (Municipio) Miranda. Die Postleitzahl ist 5125. 
Hauptwirtschaftszweig ist der Anbau und der Handel mit Feldfrüchten und Gemüse. Zentrum der Gemeinde ist, wie in fast jeder venezolanischen Gemeinde, die Plaza Bolivar. Hier steht die Basilika St. Lucia.
Koordinaten: 8° 59′ N, 70° 44′ W